# هنری آدامز
هنری بروکس آدامز (انگلیسی: Henry Adams؛ ۱۶ فوریهٔ ۱۸۳۸ – ۲۷ مارس ۱۹۱۸) یک مورخ و نویسنده اهل ایالات متحده آمریکا بود.